# Pearl Street

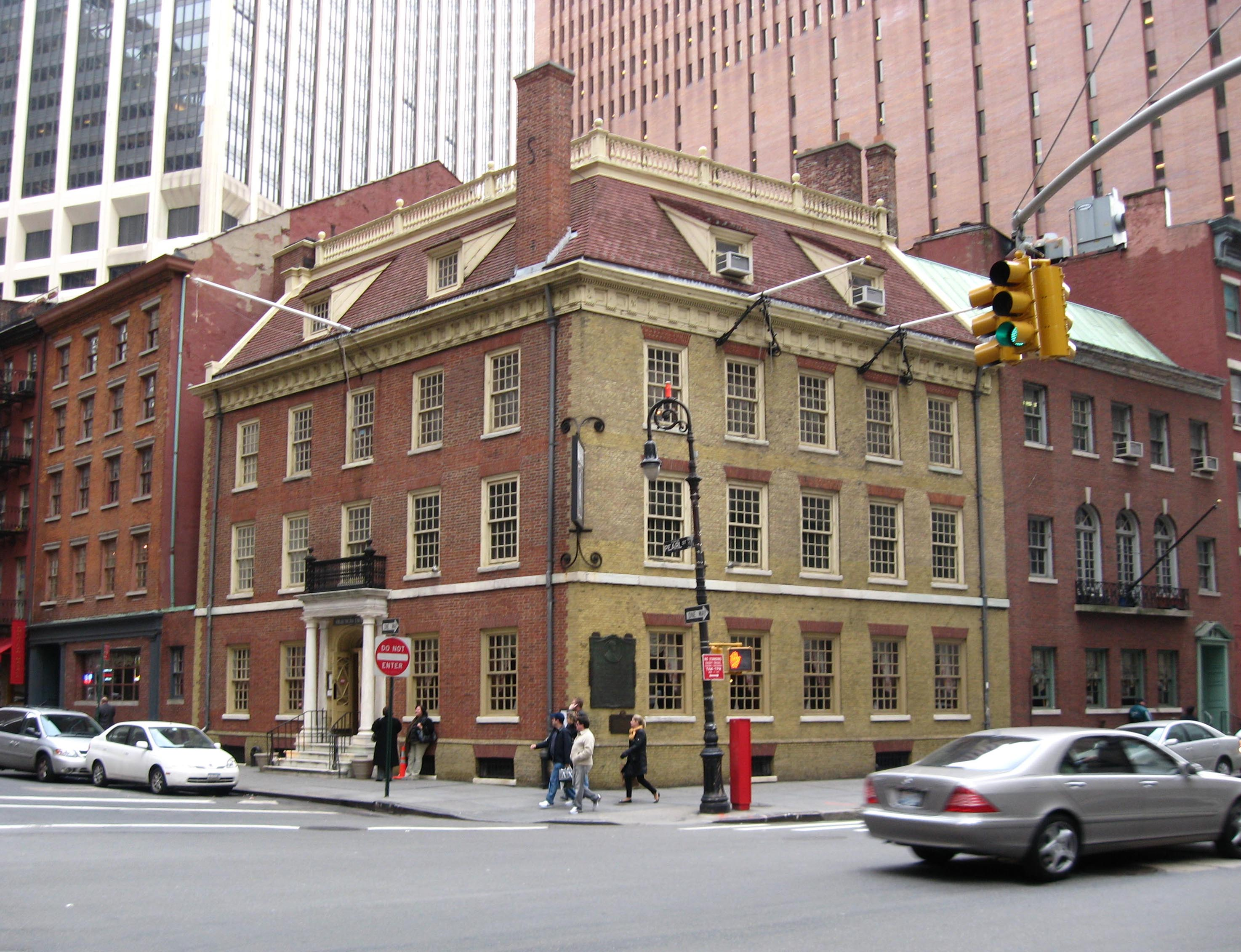
Het museum Fraunces Tavern, op de hoek van Pearl Street (links) en Broad Street

Pearl Street is een straat op Lower Manhattan, New York. Hij loopt in noordoostelijke richting van The Battery naar de Brooklyn Bridge. 
De naam komt van Paerlstraet, een straat in Nieuw-Amsterdam rond 1660. De straat is zo genoemd vanwege de grote hoeveelheid oesters die er werden gevonden langs de oever. Pearl Street geeft op de meeste stukken de originele oostgrens aan van het lagere gedeelte van Manhattan Island; door de vele ontginningen in de afgelopen eeuwen is de kustlijn 213 tot 274 meter verder richting de East River opgeschoven.
Thomas Edisons eerste energiecentrale, Pearl Street Station, lag aan Pearl Street.